# صومعه آراکلوتس مقدس (موش)
صومعه آراکالوتس مقدس (موش) (ارمنی: Մշո Սուրբ Առաքելոց վանք؛ انگلیسی: Arakelots Monastery) یک کلیسا متعلق به کلیسای حواری ارمنی واقع در  موش ترکیه می‌باشد. ساخت و ساز این ساختمان در 	سده‌های ۱۱-۱۲ام میلادی؛ به پایان رسید. این بنا به سبک معماری ارمنی طراحی شده‌است.

## نگارخانه

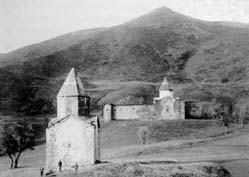
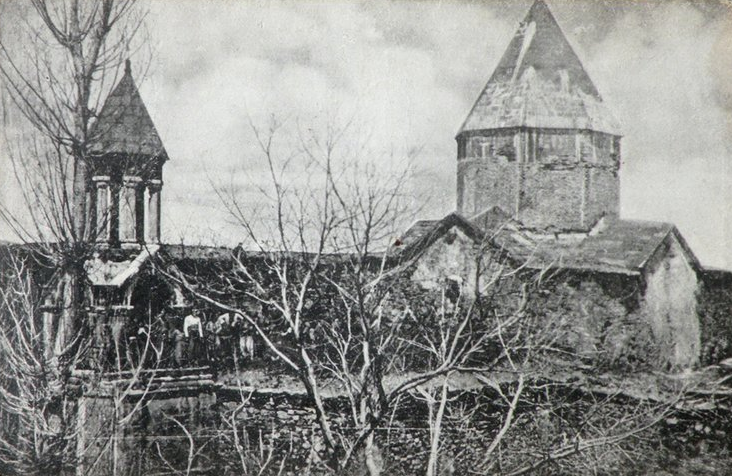
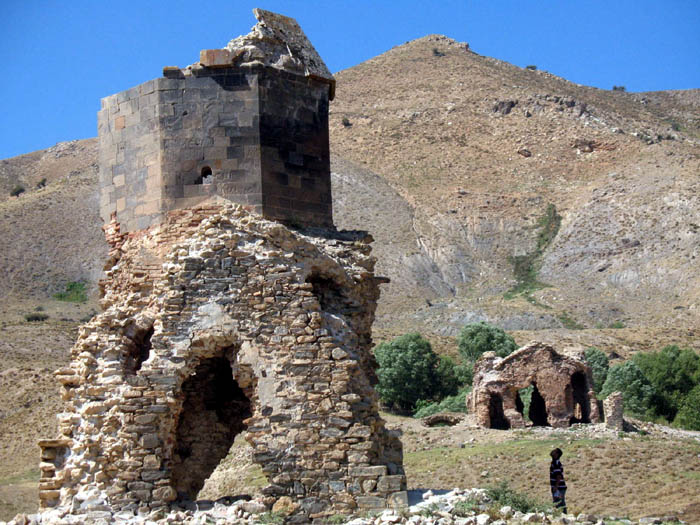
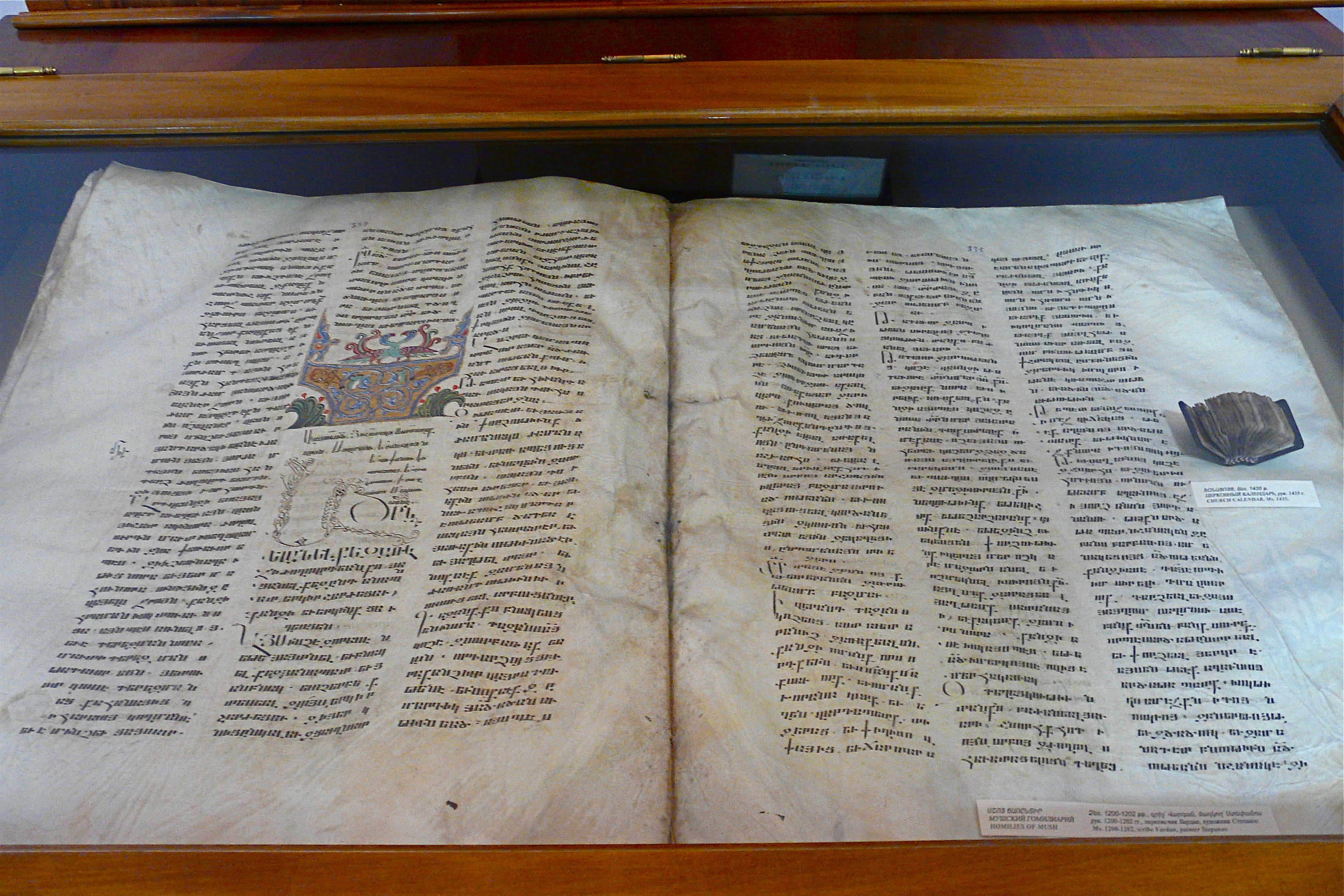